# Billet de 100 bolivars vénézuéliens
Le billet de 100 bolivars vénézuéliens (100 Bs.F.) est le billet ayant la valeur la plus élevée en circulation au Venezuela. La dernière version mesure 156 sur 69 millimètres, comme tous les billets en circulation depuis 2008, et est de couleur marron. Le recto comporte une illustration de l'homme politique et héros national Simón Bolívar sur un fond présentant une peinture réalisée en 1860 par Rita Matilde de La Peñuela tandis que le verso comporte de gauche à droite les armoiries du pays, un couple d'oiseau de l'espèce Spinus cucullata ou Chardonneret rouge sur un fond représentant le parc national Waraira Repano et la zone comportant le filigrane.